# لوكاس شوبرت
لوكاس شوبرت (بالألمانية: Lukas Schubert)‏ (25 يونيو 1989 في النمسا - ) هو لاعب كرة قدم نمساوي في مركز الوسط. لعب مع ديري سيتي ونادي غروديغ.

## وصلات خارجية
- لوكاس شوبرت على موقع قاعدة بيانات كرة القدم.إي يو (الإنجليزية)
- لوكاس شوبرت على موقع Soccerway.com (الإنجليزية)
- لوكاس شوبرت على موقع عالم كرة القدم.نت (الإنجليزية)